# Varasova
Varasova  este un oraș în Grecia în prefectura Aetolia-Acarnania.